# Martailly-lès-Brancion
Martailly-lès-Brancion ist eine französische Gemeinde mit 124 Einwohnern (Stand: 1. Januar 2022) im Département Saône-et-Loire in der Region Bourgogne-Franche-Comté. Sie gehört zum Arrondissement Mâcon und zum Kanton Tournus. Martailly-lès-Brancion ist Mitglied im Gemeindeverband Communauté de communes Mâconnais-Tournugeois. Die Einwohner werden Martaillons genannt.

## Geographie
Martailly-lès-Brancion liegt etwa 28 Kilometer nördlich von Mâcon und etwa 30 Kilometer südlich von Chalon-sur-Saône im Weinbaugebiet Bourgogne. Hier entspringt das Flüsschen Natouze, das zur Saône entwässert. Umgeben wird Martailly-lès-Brancion von den Nachbargemeinden La Chapelle-sous-Brancion im Norden, Royer im Norden und Nordosten, Ozenay im Osten, Grevilly im Süden und Südosten, Cruzille im Süden, Chissey-lès-Mâcon im Westen und Südwesten sowie Chapaize im Westen und Nordwesten.

## Bevölkerungsentwicklung
| Jahr                      | 1962 | 1968 | 1975 | 1982 | 1990 | 1999 | 2006 | 2011 | 2016 |
| Einwohner                 | 187  | 171  | 144  | 168  | 146  | 139  | 118  | 122  | 142  |
| Quelle: Cassini und INSEE |      |      |      |      |      |      |      |      |      |

## Sehenswürdigkeiten
- Kirche  Saint-Pierre aus dem 12. Jahrhundert, Monument historique
- Reste der Burg Brancion, Monument historique
- Mahnmal auf dem Col de Brancion
- Markthalle von Brancion, Monument historique
- zwei Steinkreuze

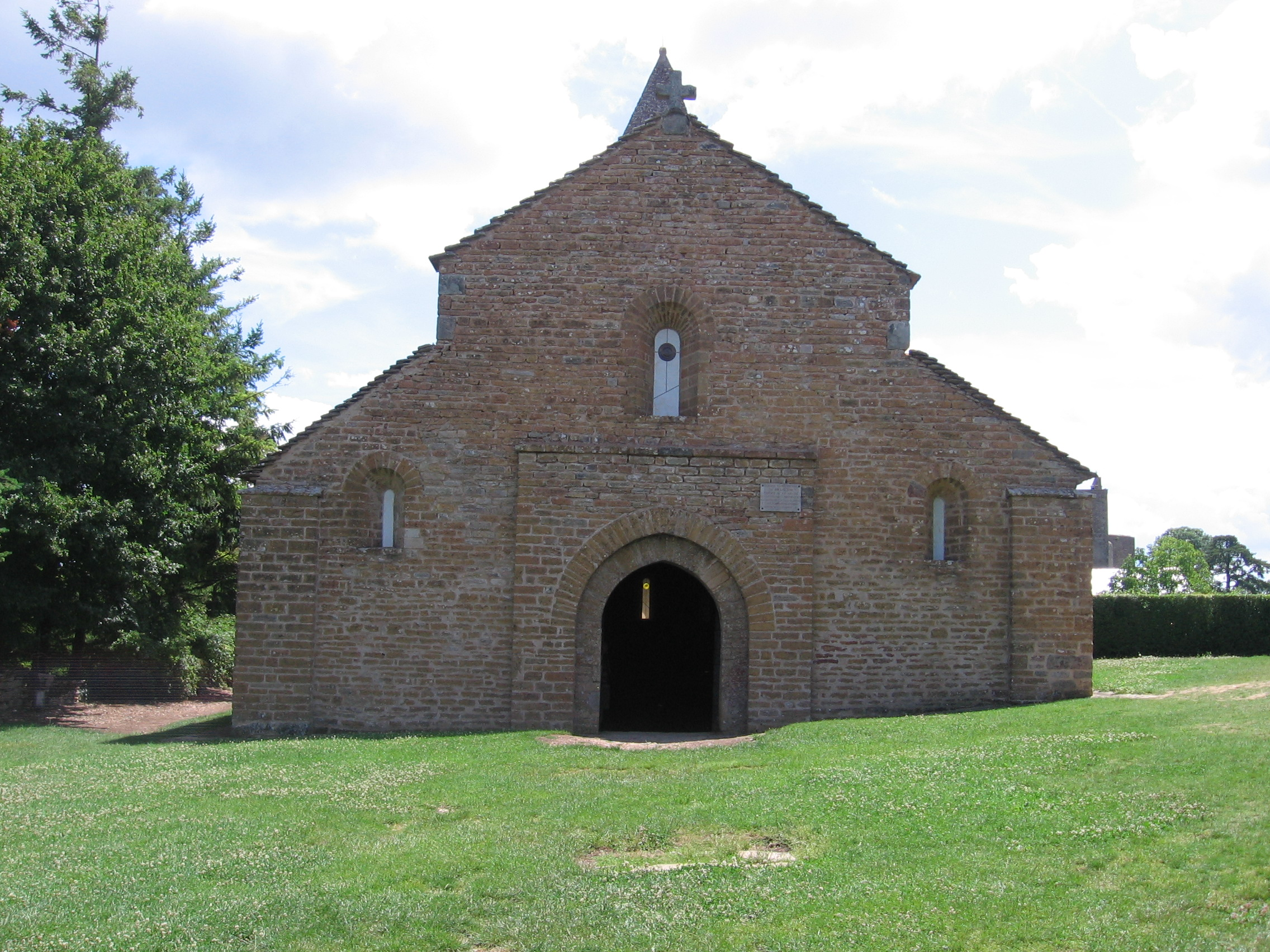
Kirche Saint-Pierre
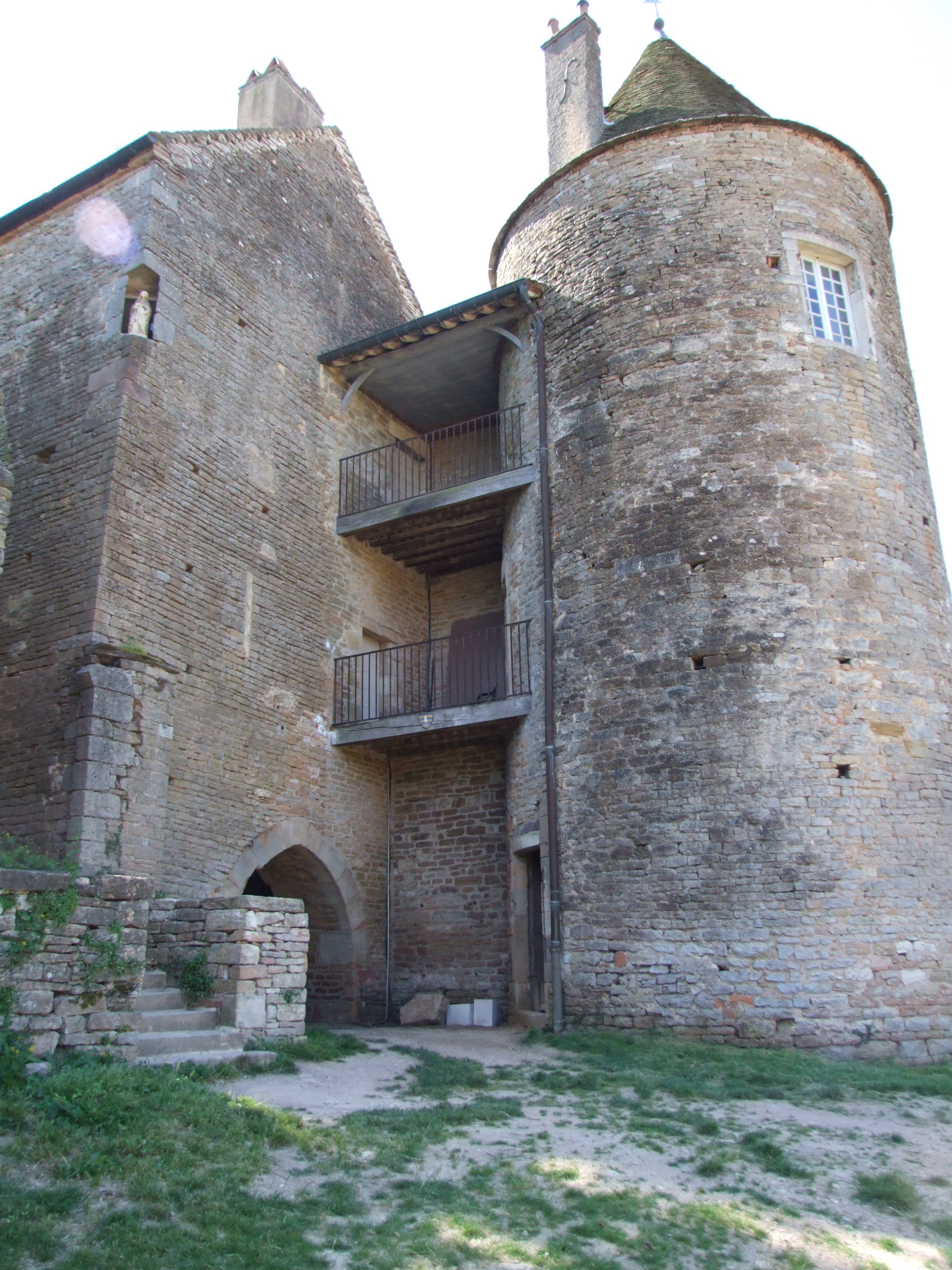
Burg Brancion
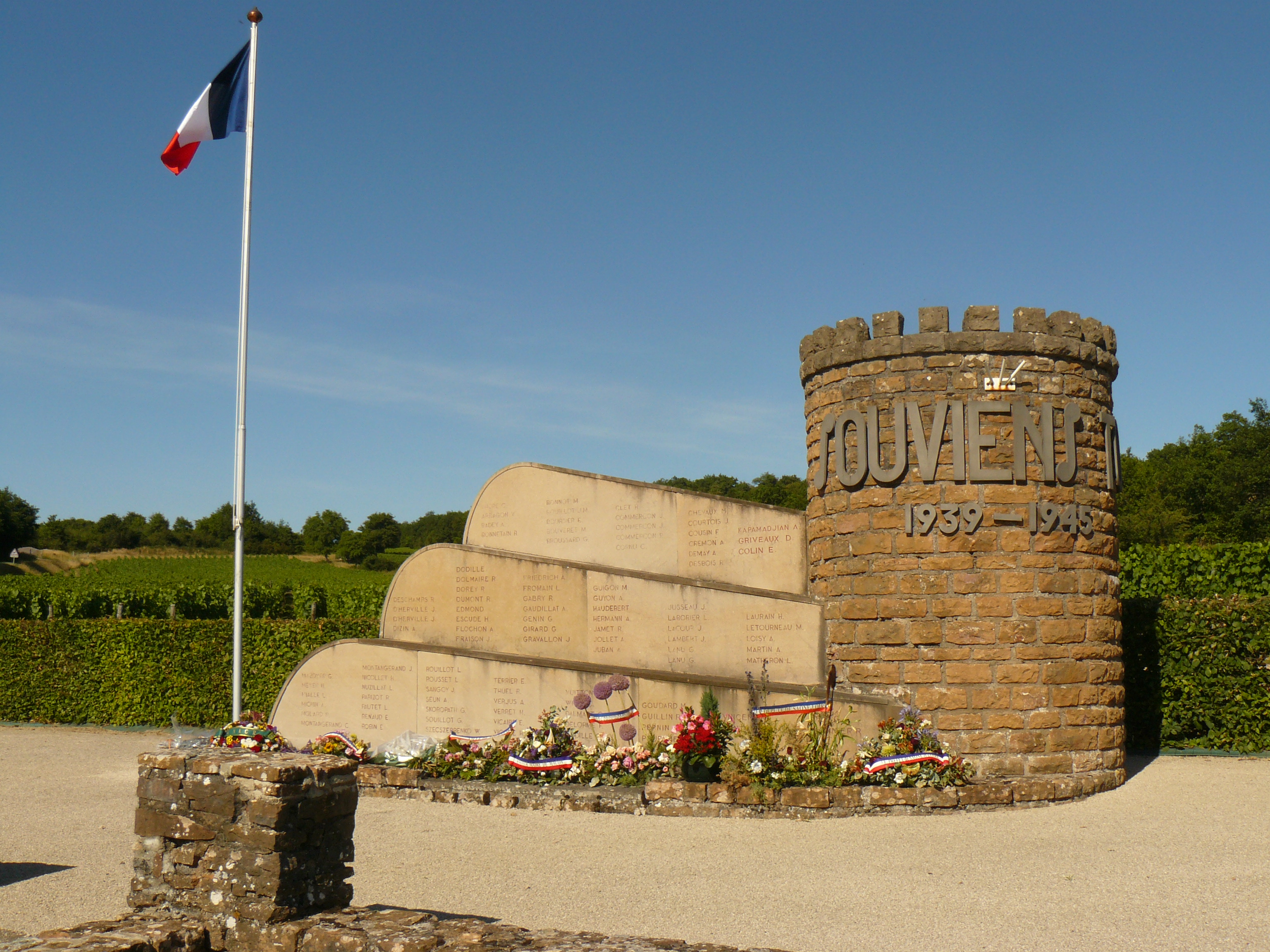
Mahnmal für den Zweiten Weltkrieg